# デリバリーヘルス
デリバリーヘルスとは、派遣型のファッションヘルスのこと。略してデリヘル。出張ヘルスとも呼ばれる。店舗がなく、客のいる自宅やホテルなどに風俗嬢を派遣し性的サービスを行う業態である。

## 概説
1999年に改正風適法が施行されて以降、首都圏や近畿圏を中心に急速に増加しており、2000年代に入ると他都市でも増加しつつある。
「デリバリーヘルス（delivery health）」という名称は、1998年公布の改正風適法で当該業種が届出対象にされた際に、風俗情報誌「MAN-ZOKU」（マンゾク）を発行している株式会社クリエイターズカンパニーコネクションが発案した和製英語。同年、株式会社クリエイターズカンパニーコネクションの関連会社である株式会社シーズホールディングコーポレーションが商標出願登録している（商標登録証4522848号）。
類似の風俗店では、「ファッションヘルス」「ホテルヘルス」等がある。また、女性向けのデリヘルに相当するものとして「出張ホスト」がある。
近年では、派遣する女性が女子高生やメイド服などの衣装を着ている「イメージクラブ」や、ノーマルなデリヘルでもオプションでそれらの衣装を選択できる、また30代～40代の熟女専門店や、マゾヒスト（痴女女性から辱めを受けて、性的興奮を味わう被虐嗜好の男性）を対象にした「M性感」と呼ばれる店舗や、 「男の娘（ニューハーフ）専門店」、「ラブドールデリヘル」、｢教育系風俗｣といった店舗も存在する。

## 利用方法
一般の店舗型風俗店のように店舗に待合室などを設置せず、事務所で電話等による受付のみを行い女性を派遣するのが特徴である。
派遣先には自宅のほか、ラブホテル、シティホテル等も指定できる。1人でのチェックインが難しいラブホテルに派遣する場合は、近隣店舗や路上、駐車場等での待ち合わせとすることもある。
派遣された女性が好みでない場合は、断って別の女性に変更（チェンジ）できることが多いが、キャンセルする場合は料金が発生する場合もある。
また派遣する女性の待機場所（受付を行う事務所の所在地でよく「○○発」とも記載されている）からの距離によっては交通費がかかることもある。

## 特徴
デリバリーヘルスでは、店舗型の風俗店と同様に店舗の公式サイトや風俗情報ポータルサイト、風俗情報誌や一部の夕刊紙等で所属者を閲覧することもでき、指名等の際に参考にすることができる。
風適法により認められた営業時間が店舗型とは異なり、深夜24時（条例により25時）以降の営業も認められている。また、店舗ではなく電話受付を行う事務所のみを設置するため内装や従業員等の経費を抑えることができ、店舗型に比べ低予算で出店できる。女性は自由出勤としていることも多く、出勤日や勤務時間のやりくりがしやすいことから、主婦や社会人、大学生が昼夜にアルバイト感覚で出勤していることも多い。女性従業員の中にはホテルでの仕事のため、一般のヘルスのような簡易な間仕切の室内よりも仕事がやりやすく、店舗への出勤ではないので抵抗が少ないという者もいる。
通常デリヘル嬢の送迎は従業員（ドライバー）の業務であるが、派遣場所によっては徒歩や電車での移動もある。一部の店舗では駅前などで男性客と女性従業員が待ち合わせて、ホテルに行くというシステム（待ち合わせデリ）を採用しており、このシステムではデートの気分を味わうことが出来る。
高級店舗によっては派遣先を自宅か街中の有名大型ホテル・シティホテルのみに限定したり、自宅以外のビジネスホテル・ラブホテルのみとしたりする店舗もある。
ホテルへの派遣の場合、宿泊費や飲食費等は一般に客側の負担となる。一部のお店においては、ホテル代を店負担していることもある。
デリバリーヘルスであっても価格帯が、一般的な大衆デリバリーヘルス店・激安デリバリーヘルス店から高級デリバリーヘルス店まで価格帯は幅広く存在する。
利用料金は店によって、サービス時間（拘束時間）の長さやサービス内容に応じて高くなっていくが、一般に店舗型のヘルスやピンサロ等に比べ割高であることが多い。
近年ではこうした店舗独自の特長を生かし競合店との差別化により生き残り戦略に力を入れる経営者も見受けられる。また、そういった経営者をターゲットにしたデリバリーヘルス専用ポータルサイト等の台頭も目覚しい。
宣伝効果を期待し自店のセールスポイントやコンパニオンの紹介を掲載することにより集客を期待する。一般客と店舗をサイトで結びつける効果が期待でき、さらにはデリバリーヘルス業界自体の活性化を目指すものである。中でも東北の風俗サイトビックデザイア東北の発表した写メ姫日記を発祥とするブログコンテンツや動画コンテンツは女性コンパニオンの書く人と書かない人では売上に大きく関わるため、これ以降デリヘルも競争社会となった。ブログ自体は元々は女の子のその日の服装等を確認するため、コンパニオンの売り上げを上げるために苦肉の策で行われていたものをコンテンツ化して採用したものと言われている。このコンテンツの出現は大きな意味を持つと言われデリバリーヘルス専用ポータルサイトの革新と言われている。
また大都市中心に高齢者や身体障害者を専門とする店舗もあり、その一部の店舗では客の要望によって女性従業員を全国に派遣することもある。
また一般店の中にも高齢者・身体障害者への対応を表記するところもある。

## 備考
広島県で2006年にデリヘルの事務所を設置し、かつ常時客室を提供していたビジネスホテルが管理売春で摘発された。なお摘発されたホテルは県条例でデリヘルの営業が禁止されていた地域にあったことも摘発された理由であるが、デリヘルに協力して摘発された初の宿泊施設であったという。
埼玉県警生活環境第一課は2007年5月13日、職業安定法違反（有害業務就業の勧誘）の疑いでデリヘル店経営者を逮捕した。同課によれば、2004年11月に経営者が女性に性的サービスの業務や報酬を説明したことがこれにあたるとしている。ただし風俗店が女性や男性従業員を募集すること自体は違法ではない。